# Storfinland

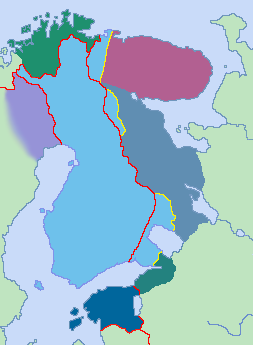
Utanför Finland enligt 1920 års och 1947 års gränser ligger Estland och Ingermanland (mörkblått), Östkarelen (blågrått) och Kolahalvön (lila), Finnmarken (grönt) samt Tornedalen (violett)

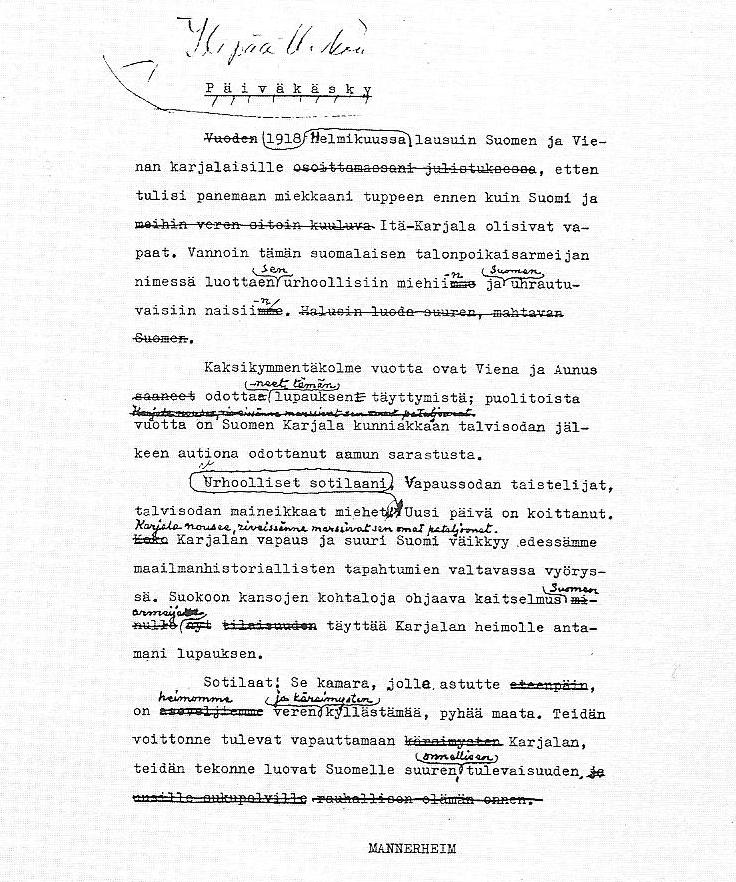
Den Karelska dagordern. Mannerheims manuskript (på finska) till dagordern 1941-07-11, med hans rättelser.

Storfinland (finska: Suur-Suomi) var under 1800-talet och tidigt 1900-tal en tänkt stat som eftersträvades av vissa nationalister i Finland, till exempel Akademiska Karelen-Sällskapet, före och under andra världskriget. Den vision man då hade var att Finland inom sina gränser skulle rymma många av de östersjöfinska folk som då levde och ännu lever i ryska Karelen och Ingermanland. Förutom Östkarelen fanns även vissa visioner på att införliva Kolahalvön. En ibland upprepad tes var "Storfinland till Ural".
Drömmen om Storfinland närdes av uttalanden som gjordes i Mannerheims dagorder inför fortsättningskriget (och i andra politiska uttalanden på hög nivå i republiken):
"....under frihetskriget år 1918, gav jag Finlands folk på ömse sidor av om vår östra gräns löftet att inte sticka in mitt svärd i slidan förrän Finland och Fjärrkarelen voro fria, Jag svor denna ed i den finska bondearméns namn, dess tappra män, och offerviljan hos Finlands kvinnor. I 23 år har Fjärrkarelen bidat infriandet av detta löfte och över 1 år har det Karelen, som frånryckts från oss efter vårt ärorika vinterkrig legat i väntan på ljusningen av vårdag......Karelen reser sig.. I edra leder marscherar dess egna bataljoner. Ett fritt Karelen och stort Finland stiger fram för våra blickar ur mäktiga världshistoriska händelsernas svall......"